# Batu Kerbau
Batu Kerbau is een bestuurslaag in het regentschap Bungo van de provincie Jambi, Indonesië. Batu Kerbau telt 1043 inwoners (volkstelling 2010).